# Benjamina Karić
Benjamina Karić z domu Londrc (ur. 8 kwietnia 1991 w Sarajewie) – bośniacka polityczka i prawniczka, 39. burmistrzyni Sarajewa, od 2009 członkini, a od 2019 wiceprzewodnicząca Socjaldemokratycznej Partii Bośni i Hercegowiny.

## Życiorys
Ukończyła szkołę podstawową i średnią w rodzinnym mieście. Choć miała okazję studiować za granicą dzięki zaoferowanemu stypendium, zdecydowała się pozostać w kraju. Studiowała dwa kierunki studiów: prawo i historię na Uniwersytecie w Sarajewie. Ukończyła je w latach 2013–2014. Napisała pracę nt. stanu prawnego społeczności żydowskiej w Bośni i Hercegowinie w latach 1918–1945. W 2017 praca została opublikowana.
Została wyróżniona Srebrną Odznaką za wyjątkowe sukcesy na studiach licencjackich i podyplomowych. W 2018 obroniła doktorat na Wydziale Prawa Uniwersytetu Zenica na podstawie pracy nt. ceny (pretium) w klasycznym prawie rzymskim. Jest najmłodszą doktorką prawa w wolnej Bośni i Hercegowinie i pierwszą doktorką klasycznego prawa rzymskiego po wojnie w tym kraju.
Od marca do września 2014 była asystentką na Wydziale Prawa Uniwersytetu w Travniku, gdzie prowadziła zajęcia. W październiku 2014 została wybrana na stanowisko starszego asystenta na tym samym wydziale, została też przewodniczącą Komisji Jakości Wydziału Prawa w Travniku. W grudniu 2015 została asystentką w Katedrze Historii Państwa i Prawa Bośni i Hercegowiny na Wydziale Prawa Uniwersytetu Zenica. Od marca 2016 jest ekspertką w zakresie prawa rzymskiego i historii prawa na Bałkanach na Międzynarodowym Uniwersytecie w Sarajewie. Po obronie rozprawy doktorskiej została wybrana na stanowisko adiunkta na Wydziale Prawa Uniwersytetu w Travniku. Pracowała też w Kiseljaku. Od 2019 pełniła funkcję prodziekana ds. pedagogicznych, jest też przewodniczącą Komisji Jakości na Wydziale Prawa Uniwersytetu w Travniku.
Napisała ponad 50 publikacji: artykułów, książek, tłumaczeń itp. wydanych w Bośni i Hercegowinie oraz za granicą. Brała udział w międzynarodowych i krajowych konferencjach naukowych. Jest założycielką i członkinią Stowarzyszenia „BATHINVS”, którego celem jest badanie i promocja dziedzictwa iliryjskiego oraz starożytnych i klasycznych cywilizacji. Jest też członkinią Bałkańskiego Stowarzyszenia Prawa Rzymskiego „Societas pro Iure Romano”, Kongresu Bośniackich Intelektualistów oraz Rotary International Delta Sarajevo.
W 2009, w wieku 18 lat, dołączyła do Socjaldemokratycznej Partii Bośni i Hercegowiny. W 2019 została jej wiceprzewodniczącą.
W kwietniu 2021 ogłosiła, że będzie kandydować na burmistrzynię Sarajewa. Trzy dni później, w dniu swoich 30. urodzin, została jednogłośnie wybrana na to stanowisko przez członków rady miasta, stając się 39. osobą piastującą tę funkcję, zastępując Abdulaha Skakę. Jest drugą kobietą na tym stanowisku (pierwszą była Semiha Borovac, 2005–2009).
Ma męża Alena Karicia, za którego wyszła w maju 2020. Jest kardiochirurgiem. Mają syna Nathana. Mieszkają w Sarajewie.
Karić płynnie mówi po angielsku i niemiecku.